# Pusté Čemerné
Pusté Čemerné est un village de Slovaquie situé dans la région de Košice.

## Histoire
Première mention écrite du village en 1254.

## Démographie

### Évolution de la population
| Année:               | 1994. | 2004.   | 2014.   | 2024.   |
| -------------------- | ----- | ------- | ------- | ------- |
| Nombre de personnes: | 374   | 372     | 352     | 374     |
| Différence:          |       | -0,53 % | -5,37 % | +6,25 % |

| Année:               | 2023. | 2024.   |
| -------------------- | ----- | ------- |
| Nombre de personnes: | 364   | 374     |
| Différence:          |       | +2,74 % |

## Politique
| Nom       | Parti politique  | Date de l'élection | Fin du mandat |
| --------- | ---------------- | ------------------ | ------------- |
| Oto Fenin | ĽS-HZDS,SNS,SMER | 02.12.2006         | Déc. 2010     |